# Sainte-Marie-Lapanouze
Sainte-Marie-Lapanouze är en kommun i departementet Corrèze i regionen Nouvelle-Aquitaine i de centrala delarna av Frankrike. Kommunen ligger  i kantonen Neuvic som tillhör arrondissementet Ussel. År 2022 hade Sainte-Marie-Lapanouze 60 invånare.

## Befolkningsutveckling
Antalet invånare i kommunen Sainte-Marie-Lapanouze
Referens:INSEE